# فرانس نوین
فرانس نوین (فرانسوی: France Nuyen‎؛ زادهٔ ۳۱ ژوئیهٔ ۱۹۳۹) بازیگر اهل فرانسه است.
از فیلم‌ها یا برنامه‌های تلویزیونی که وی در آن نقش داشته‌است می‌توان به نبرد برای سیاره میمون‌ها، باشگاه جوی لاک، و آرام جنوبی اشاره کرد.